# 毛馬胡瓜
毛馬胡瓜（けまきゅうり、Cucumis sativus L. cv. Kema）は、大阪府原産のキュウリの一種。大阪府の制度に基づき「なにわの伝統野菜」として認証されている。

## 沿革
摂津国東成郡毛馬村（現・大阪市都島区毛馬町）原産。
5世紀から6世紀にかけて、上町台地の東側（河内平野）は塩分を含む内海湖だったが、その後の海岸線の後退により淡水湖となり、大和川や淀川が運ぶ土砂の堆積により野菜耕作に適した砂質土壌が形成された。
孝徳天皇（在位:645年 - 654年）の時代の地図には、いまの都島区周辺は淀川、大和川、河内川が合流する所に点在する砂州として描かれている。その中の一つに「毛志島」という島（砂州）がある。
その後、砂州は陸地化し、平安時代以降に人が定住し、時期は不明であるが「毛馬村」と名付けられたとされている。河川の氾濫で何度も洪水に見舞われていたが、1626年に治水工事が行われてからは田園として開拓される。毛馬村を含む淀川筋のこれら地域は、河川の運ぶ土砂が堆積した砂質土壌となり、野菜の生産に適した立地条件を形成していった。
また、大坂は米の集散地（天下の台所）として繁栄した関係で食文化も高度化し、いわゆる食通が増加して内外から種々の食材が持込まれ、独特の味を有する農産物が産出されるに至った。
毛馬胡瓜は、遅くとも江戸時代には栽培されていた。文久3年（1863年）の『大阪産物名物大略』に記載がある。
明治から大正にかけて、食生活に大きな変化はなかったが、昭和10年代（1935年 - 1944年）に入り、生産者にとって作りにくい、病害虫に弱いなどの理由で、また、食生活の洋風化と消費の周年化に伴い、多くの伝統野菜は在来種から1代雑種に変わっていった。毛馬胡瓜も、原種の栽培はほとんど見られなくなる。ただし、品質が良いことから、1代雑種の大仙節成2号×大仙毛馬1号（2号毛馬）や大仙節成4号×大仙毛馬1号（4号毛馬）が栽培された。戦後は衰退する。
1956年、大阪府立環境農林水産総合研究所の前身である農事試験場が、農林水産省の試験研究機関に種子を分譲する。1998年、この種子が里帰り、大阪の地に毛馬胡瓜が復活する。
2005年、大阪府の制度として「なにわの伝統野菜」の認証が、大阪市の制度として「大阪市なにわの伝統野菜」の認証が始まる。毛馬胡瓜はどちらの認証も受けている。

## 特徴
黒イボ系の品種である。１株当たりの着果が少ないうえ、まっすぐに伸びるものが少ないため、市場での流通量は少ない。果実は長さが約30センチメートル 、太さ約3センチメートルで、果実の先端部よりの2/3は淡緑白色からやや黄色気味となり、一般的なきゅうりより水分が少ない。肩の部分にアクが多く、苦みが強い。
主な産地は河南町、堺市など。出荷時期は６月中旬から８月上旬。

## 利用
イボが残り、チクチクするもの・果肉が硬いものがよい。一般的なきゅうり同様、曲がっていても味は変わらない。生のままスライスして食べることも可能であるが、独特のほろ苦さがあるため、漬物や炒めものに適している。木綿豆腐や卵とともにチャンプルー風にしてもおいしい。また、奈良漬けによく利用されてきた。

### あかねこ
オレンジ色に完熟した毛馬胡瓜を特に「あかねこ」と呼ぶ。「あかねこ」は煮炊きものに適する。皮は厚いので縞状または全部むいて煮たり炊いたりすれば、とろけるような食感になる。